# みやざき地頭鶏
みやざき地頭鶏（みやざきじとっこ）とは、宮崎県を中心に飼育されている鶏の品種。

## 概要
地頭鶏（じとっこ）とは、宮崎県および鹿児島県の霧島山麓において古くから飼育されていた在来種である。名前の由来は、江戸時代にこの鶏を飼育していた農家の人達が極めて美味しい肉であることから藩城主の地頭職に献上している内、いつからともなく地頭鶏と呼ぶようになったと言われている。生産羽数が非常に少ないため1943年（昭和18年）に文部省から天然記念物に指定された。
1985年に宮崎県畜産試験場川南支場において、宮崎県の地域性を持つ地頭鶏を原種鶏とした「みやざき地鶏」の開発がスタートした。
1991年に最初の交配様式が策定され、9件の希望農家を募って1万羽のフィールド試験を開始。しかし試験を進めていくと産卵率や白色羽装の出現率が多いなどの問題点が見つかり、新たな交配様式が再検討された。
1998年に熊本県・大分県・宮崎県の3県で共同開発した新たな地鶏である「九州ロード」が誕生した。これを交配に用いたところ、産卵率と有色羽装率が大きく向上した。そして新たな交配様式が確立され、ついに「みやざき地鶏」が誕生した。（熊本県の「熊本コーチン」と「天草大王」、大分県の「豊のしゃも」も「九州ロード」を母鶏としている）
2004年に商品の違いを明確にするため「みやざき地鶏」より「みやざき地頭鶏（じとっこ）」と命名された。宮崎県当局により親鶏が管理され、生産者を限定し雛鶏を供給している。2006年の出荷羽数は25万羽にとどまっている。
2008年にみやざき地頭鶏で特許庁より商標登録を受ける。
2008年に宮崎ブランド推進本部から商品ブランド産地認定証を受ける。
2008年に開催された『地鶏・銘柄鶏食味コンテスト』で優秀賞を獲得。
2009年に みやざき地頭鶏事業協同組合 を設立。
2010年に開催された『地鶏・銘柄鶏食味コンテスト』で優良賞を獲得。
2010年2月10日「みやざき地頭鶏の日」に制定した。
2008年のリーマン・ショックによる消費低迷で2009年度は出荷羽数が約45万羽と伸び悩んでいたが、2012年度から上向きに転じ、2014年度には約90万羽に達する見通しである。これは日本三大地鶏のひとつである「名古屋コーチン」と肩を並べる供給数である。
2010年にみやざき地頭鶏で特許庁より地域団体商標登録を受ける。
2011年度より「みやざき地頭鶏普及促進協議会」と「みやざき地頭鶏事業協同組合」の合併により名称をみやざき地頭鶏事業協同組合の統合化を実現した。
平成24年度に独立行政法人家畜改良センター兵庫牧場より公表されている「都道府県における地鶏・銘柄鶏の生産状況（平成24年度）」によると、みやざき地頭鶏の生産は、秋田県の比内地鶏を抜き、徳島県の阿波尾鶏、愛知県の名古屋コーチンに次ぐ地鶏全国第3位となった。

## 偽装表示
2007年、「農林物資の規格化及び品質表示の適正化に関する法律」（JAS法）の定義上「地鶏」に該当しない鶏肉に対し、「宮崎地鶏」や「地鶏炭火焼」と表示する事例が相次いで判明した。食品加工業者らは「地べたで飼う鶏を『地鶏』と呼ぶ」、「地元の鶏は地鶏だ」 と主張し、宮崎県外産のブロイラーなどを使用していた。また、1980年代以前の宮崎県では卵を産めなくなった採卵用雌鶏（いわゆる廃鶏）を「地鶏」として食用に供していたとの指摘 があり、宮崎県議会議員坂元裕一によれば現在でも行われている疑いがあるとされる。
なお、JAS法の規定に全業者が従う必要はないものの、地鶏以外の鶏を地鶏加工品として販売する場合、景品表示法違反に該当する可能性がある。
「みやざき地頭鶏普及促進協議会」では、みやざき地頭鶏使用製品に生産者番号を貼付（トレーサビリティ化）し信頼性の向上を図るとしている。
2004年に商品の違いを明確にするため「みやざき地鶏」より「みやざき地頭鶏（じとっこ）」と命名された。宮崎県当局により親鶏が管理され、生産者を限定し雛鶏を供給している。
2008年にみやざき地頭鶏で特許庁より商標登録を受けることで偽装表示を防いでいる。
2010年にみやざき地頭鶏で特許庁より地域団体商標登録を受けることで明確な取引先以外の偽装表示を防いでいる。